# 축치 자치구
추콧카(/tʃʊˈkɒtkə/; 러시아어: Чукотка [tɕʊˈkotkə]), 공식적으로 추콧카 자치구는 러시아의 가장 동쪽에 있는 연방주체이다. 러시아 극동에 위치한 자치구이며, 서쪽으로는 사하 공화국, 남서쪽으로는 마가단주, 남쪽으로는 캄차카 변경주와 국경을 접하며, 동쪽으로는 미국의 알래스카주와 베링 해협에 해상경계가 있다. 아나디르는 가장 큰 도시이자 수도이며, 러시아에서 도시 지위를 가진 가장 동쪽에 있는 정착지입니다. 러시아에서 미국과 가장 가까운 지점으로, 거리는 88.51km 또는 55마일이다.
축치는 주로 민족 러시아인, 축치인 및 기타 토착민이 거주한다. 1992년에 마가단주에서 분리되어 다른 연방주체에 포함되지 않거나 종속되지 않은 러시아의 유일한 자치구이다. 충돌 분화구 호수인 엘기짓긴 호수와 사화산인 아뉴이스키가 있다. 울렌 마을은 러시아의 가장 동쪽에 있는 정착지이며 미국(알래스카)에 가장 가까운 실질적인 정착지다.
자치구는 737,700 제곱킬로미터 (284,800 mi2) 이상의 면적을 차지하며 인구는 50,526명에 불과하지만 러시아에서 7번째로 큰 연방주체이다. 추콧카는 2번째로 인구가 적은 연방주체이고, 러시아에서는 인구가 가장 적은 연방주체다. 이 지역은 러시아의 최북단 지역으로, 1867년 알래스카 판매 이후 서반구에 부분적으로 놓여 있는 러시아의 유일한 지역이다.

## 행정 구역

### 시
- 아나디리

### 군
- 아나디르스키군
- 베링곱스키군
- 빌리빈스키군
- 차운스키군
- 추코츠키군
- 이울틴스키군
- 프로비덴스키군
- 시미톱스키군

## 주민
| 연도                | 인구    | ±%      |
| ------------------- | ------- | ------- |
| 1897                | 12,900  | —       |
| 1926                | 13,500  | +4.7%   |
| 1939                | 21,524  | +59.4%  |
| 1959                | 46,689  | +116.9% |
| 1970                | 101,184 | +116.7% |
| 1979                | 132,859 | +31.3%  |
| 1989                | 157,528 | +18.6%  |
| 2002                | 53,824  | −65.8%  |
| 2010                | 50,526  | −6.1%   |
| 2021                | 47,490  | −6.0%   |
| Source: Census data |         |         |

### 소수민족
86개의 민족이 거주하는데, 2만 7,918명이 러시아인 (51.9%), 1만 2,622명이 축치인 (23.5%), 4,960명이 우크라이나인 (9.2%), 1,534명이 에스키모 (2.85%), 1,407명이 에벤인 (2.6%), 951명이 추바시인 (1.77%), 벨라루스인이 1.9%, 기타 등으로 구성되어 있다.

## 같이 보기
- 베링 해협
- 축치반도